# 若者の車離れ
若者の車離れ（わかもののくるまばなれ）とは、主に21世紀以降において若年層が四輪自動車を所有しようとしないか、または車そのものに興味を示さなくなる社会的傾向を意味する言葉である。本項目においては主に四輪車について述べる。

## 根拠

### 定義とその疑問
この言葉の出自は明らかではないが、用語が用いられたのは2000年代初頭頃であり、松田久一の著書「『嫌消費』世代の研究」（2009）に代表されるような若者の消費離れがクローズアップされた時期に一致する。また、「若者たちの○○離れ」というニュアンスのひとつとして語られることもある。
ところが、「若者の車離れ」という言葉はしばしば「若者文化論（現代若者論）」の一環としても論じられる側面にある。そのため、『若者』とされる対象の年齢変化、時代変化などを厳密に考慮しないまま議論となっていることが指摘されている。

### 統計との関連性
電通の同社のクロスメディア行動調査である「d-camp」によると、「自動車に関心がある」と答えた割合が2001年度から2011年度にかけて20代男性29.4%、女性では25.3%減少していることが明らかになっている。
一般社団法人日本自動車工業会は2015年度乗用車市場動向調査にて若年層車非保有者の特性を調査し、「関心層は3割程度で、3割は全く関心なし。関心が高いのは男性既婚者、男性単身者。女性の関心度はやや低い。車購入意向層は4割強。非意向層が5割を超える」、「買いたくない理由は『買わなくても生活できる』『今まで以上にお金がかかる』『車以外に使いたい』。特に車の必要性が低いことが理由」と分析している。
また、トヨタ自動車は「市場低迷」の要因のひとつとして、20代の運転免許証保有人口が減少していること、世帯別の車両保有率が20代から70代のうち2番目に低いことを指摘し、「市場背景の変化」をこの一因としている。
一方、2000年代初頭から、日本国内での新車・中古車販売が伸び悩む傾向にあるが、この自動車販売台数の減少傾向は車両製造技術の向上（ボディの防錆化など）に伴い「平均使用年数」の長期化傾向によるものであるとみられる。また、警察庁の運転免許統計では、例えば25歳〜29歳は1990年から2009年までずっと90%を超えているような状況であるという一面をもつ。

## 要因とされるもの
若者層の車離れに対し、調査によって要因とされるものを以下に示す。

### 経済的理由
- 若者層の収入および購買力の低下、雇用の不安定化 - 詳細は「#「買わない」のではなく「買えない」といった所得の問題」を参照。
- 自家用車の購入費用(後述)および維持費を考慮すると、自転車、原動機付自転車（原付）かタクシー・レンタカー・カーシェアリングを利用した方が、かえって安上がりになる場合もある。

### 新車価格の高額化、中古車価格の高騰
自動車本体の価格は新車が法規制により装備強化せざるを得ないという事情もあり、また中古車も海外への輸出が盛んになったこともあり高額化が進んでしまっている。
- 新車価格の高額化 - 日本車の新車価格はスポーツ&スペシャリティに限らずカジュアル志向の大衆車においても後述の社会的要請もあり高騰しており、軽自動車(とりわけ軽トールワゴン)ですら諸経費を入れると200万円、小型(Cセグメント)車だと税込本体価格ですら300万円かかることもある。2000年前後だとカローラ、ランサーと言ったCセグメント車には1.5リッター車で本体税抜価格110～130万円前後、ファミリアの1.3リッター車に至っては100万円を切るグレードまで存在した[9]が、2020年4月時点ではカローラセダン（12代目）の最廉価グレードで税抜180万円弱、シビックセダン（10代目）に至っては250万円を超えている。
- 特に2010～20年ごろにかけての価格高騰は著しく、価格帯が1クラス上のものにずれ込む事案が多々見られる。2022年後半に至るとついにはCセグメントどころか新型が発表されたシエンタですら最高額グレード税込み310万円超え、最廉価グレードでやっと200万円を切るという、Bセグメントトールワゴンでありながらほぼほぼ2010年頃のステップワゴンの価格帯(RK系標準車、2012年時点のホンダ公式アーカイブで約210～350万円)にまで高額化するという状況が発生した。
- なお参考までにシビックの価格はフォルクスワーゲン・ゴルフ（8代目）の最廉価グレード(税抜240万円弱)よりも高額な状況である。かつては関税の影響もあり輸入車のほうが高額なケースが多かったが、近年はそうとは言えず、｢日本車はコストパフォーマンスが高い｣という定説は必ずしも正しいものとは言い切れなくなった[10]。
  - 価格の変遷という意味でトヨタ・カローラハッチバック[注釈 1]を見てみると、10年毎に40万円前後ずつ値上がりしている状況である。
    - 1989年型FX(E90型系)：約100～144万円
    - 2001年型ランクス/アレックス(E120型系)：約139～195万円
    - (参考)2013年型オーリス(E180型系)：約163～217万円
    - 2019年型スポーツ(E210系)：約217～285万円
- ただし、新車価格の上昇については、年を追うごとに衝突安全基準が厳格化されたことに伴う車体側の構造強化といった1台当たりの生産コストが上昇せざるを得ない点、エアバッグやABSなどのかつては選択式の装備の装着が事実上標準化したことや自動ブレーキや車間距離レーダーといった安全装置の標準装備（ASV化）が義務付けられるようになったことに伴い、その分だけ販売コストが上昇している点があるため、メーカー側の都合だけで値上がりしているわけではなく、時代の変遷によって価格が上昇している一面もある。また、自動車取得時の自動車取得税が2019年10月1日より廃止[11]されたように、時折、維持費などが減額された時期もあるため、常に価格が上昇しているわけではない。
- 若者層に特有の顕示的消費を満たすはずのスポーツカー・スペシャリティカーの類（クーペ、スポーツセダン、ホットハッチ）に関しては新車価格の高額化に加えて中古車価格の高騰まで起こっており、若者層でなくとも期待所得に比べて購入を諦めざるを得ないといえる事態が起こっている。
  - スポーツ&スペシャリティに関しては若者に売れない→生産台数を絞り、海外のユーザーや車への憧れやこだわりが強いとされている団塊の世代からバブル世代・団塊ジュニア世代までをメインの顧客層とする→さらなる高価格化あるいは国内販売中止･･･といった悪循環に陥っている。おまけにこの手の車種はコアな層（主にファンや走り屋の類）からの需要は根強く、中古車も高値安定どころか後述のように価格高騰すら起こっている。よって新車どころか中古車ですら若者が安く買えるというチャンスは減っている。
  - さらに、この手の車種・グレードは他のグレード（ともすれば1～2クラス上の車種）と比較するとかなり割高である場合もある。かつてのEK9シビックタイプRの価格は「比較的安価なスポーツカー」や「価格以上の価値を持ったスポーツカー」という売り文句の通り、FK8シビックタイプRの販売時期では潮流となってしまった「スポーツカーだけ突出した販売価格」という状況はある程度回避されており、少なくとも前述のトヨタ・カローラスポーツを購入できる予算があれば、EK9を購入することが可能であった。例えばFK8シビックタイプRは2017年時点で税抜420万円弱[12]であり、2020年4月時点での｢ゴルフGTIより高額｣｢あと50～70万円ほどでクラウンの廉価グレードが購入可能｣な状況であり、販売価格が一つの壁となってしまっている。
  - その上で追い打ちをかけるように、日本の中古車の海外流出による価格高騰も起こっている。特に昨今の｢JDMブーム(スポーツコンパクトの項目も参照)｣といわゆるアメリカの｢25年ルール｣[注釈 2]による並行輸入障壁の解消などの影響で、そのルールが適用される日本の中古車の海外流出が加速している。特に日産・スカイラインGT-R（特に第2世代に属する型式）の一件[13]を代表例とする1980～90年代の日本のスポーツカーの海外流出が起きており、それに属する車種群の中古車価格の上昇(中には新車販売時の価格を上回る中古車も存在する)を招いている。これが結果的に若年層でなくとも手が届かない事態になっている。

### 「マイカーのある暮らし」に魅力がなくなった
- ライフスタイル自体の変化 - 詳細は「#居住環境によるもの」も参照。
- 運転免許証に対する認識の変化 - そもそも、運転免許の取得にはある程度の指定自動車教習所や運転免許試験場へ通う費用と時間が掛かることは避けられず[注釈 3]、これを忌避して運転免許の取得そのものを諦める人も少なからず存在した。それでも、将来のためという社会通念的な面から運転免許証の取得が促されていたが、近年は公共交通機関の発達などの移動手段の変移により社会通念的な面が弱くなり、取捨選択という位置づけへ変化した。その結果、収入が少ないものは取得しない決断をするものが増え、間接的に購買力が低下する形となった。
- 社会環境の変化 
  - 2000年代にネット通販の拡大により宅配サービスが普及したこと。
  - 2006年の駐車監視員制度の導入によって路上駐車の取り締まりが強化され、排泄行為や荷物の積み下ろしなど、状況によってはある程度やむを得ない事情があったとしても取り締まりの対象になったこと。
  - 社会全体でも競争・差異化意識が低下傾向となり、間接的にだが車の所有価値が低下[7][14]したこと。
  - 煽り運転や飲酒運転、暴走事故などが大きく報道され事故の恐怖が再認識されたこと。
  - 2010年代より日本国内でもカーシェアリングが普及しつつあり、このような比較的廉価な料金で、自動車が気軽に利用できる環境が日本にも整い始めたこと。
- 商品としての価値の問題 - オートマチック限定免許の制定により自動車が白物家電化した結果、魅力的な車がない→#購入対象車種の変化と自動車メーカーの責任を参照。
- 公共の手続きに関する問題 - 車を維持できるだけの経済的な余力があったとしても、車検や居住地変更（引っ越し・転勤など）の際に生じるナンバープレートの変更などの煩雑な手続き[15]があり、車に興味のない人間の場合はそれらの手続きを忌避し、自家用車を保有しない。

### 居住環境によるもの
- 駐車場の問題 - 地方の集合住宅（アパート）では、大半の物件で部屋数と同数（1部屋に1台分）の駐車場が確保されているうえ、料金も低額（または家賃に含まれる形）で貸し出されるが、都市部では部屋数と同数の駐車場がほとんどなく、外部で借りる場合年額20万から30万以上別途高額の負担がかかる。駐車場代を負担できる経済的余裕があったとしても、都市部では居住地から離れた場所にしか駐車場がない場合もあるため、利便性に劣る。
  - そのほかにも、都市部では自宅用は確保できても、用務先に駐車場がないことや自家用車の通勤に関して条件が付くことが多い。仮に自家用車の通勤が認められたとしても、やむなく用務先から離れた場所の有料駐車場を利用するしかないが、都市部では慢性的な駐車場不足から駐車料金が高額になることが多く、都心3区では5分100円（1時間なら1200円）も珍しくない。大都市部では駐車場を立地するだけの土地がほとんどないため、ビルの地下やタワーパーキングを用いることになるが、火災対策やパーキングマシン、更にはターンテーブルの設置や維持費で多大なコストがかかることが多く、それが大都市での駐車料金高額化の要因になっている。
- 居住地の交通網の影響 - 住居が五大都市圏の場合、陸の孤島がほとんどないため、乗り物は自転車や公共交通機関だけで全くの不便なく十分日常生活を送ることが理論上可能[注釈 4][注釈 5]。
- 社会活動の影響 - 経済の大都市圏への集中により、狭い駐車場や有料駐車場が多く公共交通機関が発達している都市部に人口が増える一方で、公共交通機関が廃止され自動車が生活に必要不可欠となる地方都市では過疎による人口流出が起きている。そのため、ミクロで見れば地方では自家用車の保有率は横ばいか上昇傾向だが、マクロで見れば日本全体では結果的に自動車を必要としない家庭の比率が増えている。

### 市場の縮小
- 人口の変化 - 少子高齢化社会に代表されるように、単身・夫婦のみ世帯が増加し、特に親と同居している独身者層の新車購入率の極端な低下[7]も一因だが、そもそも若者の割合･絶対数が年々減少[14]しており、いわゆる市場の縮小が起きていること。
- 需要の変化 - 燃費や法改正により車の魅力が半減したことを背景として、年配のユーザーも欲しい車がないとの意見も多数ある。現在の自動車産業で日本車人気が高いのは自動車メーカーのブランド力に依る部分があり、実際、人気車種となった軽自動車を見ても、車の性能を左右するエンジンは様々な要因もあり、ほぼ横並びとなっているが、不況や販売期間に左右された段階的な減少傾向はあっても、スポーツカー並みの不人気車種になることはない。また、人は視覚や感覚などの数字では表せない感性領域で車を楽しむ側面がある。2010年代現在各自動車メーカーは燃費の追求やASV/サポカー、コネクテッドカーといった新システムの開発投入に腐心しているが、ユーザーはデザイン性（カッコ良さや可愛さ）と必要最低限の装備を備えた車両を求めている。それらを考慮すれば、ブランド力の依存やユーザーが求めるデザイン性のすれ違いという指摘はあながち間違っていないと言える。

## 分析
若者の自動車離れの主な要因については、M1・F1総研が首都圏を対象に18歳から49歳の男女から集計した調査において、「所得の問題」や「趣味の多様化」にあるとの分析結果が得られている。

### 「買わない」のではなく「買えない」といった所得の問題
- 所得が原因とする説　-　1990年代後半から顕著になった若年層の雇用不安（就職氷河期）、終身雇用の崩壊による非正規労働者の増大などにより、雇用不安が慢性化した。年度によっては緩和された年もあったが、その影響で正社員の給与も低下したうえ、非正規は低賃金労働が推進されたため低所得者も増加。その結果、個人の可処分所得が減少傾向となると同時に若年層の個人消費が大きく低迷し、数十万円単位の高額消費が厳しくなった[11][16]。また、就職や職務上の関係で運転免許証を取得できても、東京の最低賃金は1990年で548円、2000年で703円[17]、2010年で821円[18]、2018年で985円、2019年で1013円[19]と雇用情勢および収入の不安定化や消費税増税などの生活費の相対的な増加、全般的な物価上昇(車両価格については上述)も加味すると十分に賃金が上がっているとは言えず、単純に自動車を購入する余裕がない（買うという選択肢が存在しない）というのが現状である。
- 維持費の問題 - 高額な車両価格もあるが、仮に車両本体価格と購入時に要する維持費を一括で支払えたとしても、毎月（ないし毎年）の定期的な支払いが必要な維持費（自動車税・重量税・取得税などの税金・自動車賠償責任保険を含めた自動車保険・車検費用・ガソリン（米国と比較すれば割高であるが、欧州と比較すると安価になっている）など燃料代・駐車場賃借料金など）などの自動車を所有・利用するにあたり発生する、年数十万円単位の各種維持費[20][21][22]の観点から断念することも少なくない。また、日本における自動車の維持費は諸外国に比べても極めて高額であり[23]（特に税制に関しては、欧米でCセグメント車が所有できる程度の税負担だと日本では軽自動車しか維持できないという指摘もある[24]）、特に税制面での高額な負担が問題視されている[25][26]。
- 古谷経衡は「若者が車から離れているように見える理由の大半は、単に経済的な理由である[27]」「デフレーションを放置し経済失策を続ける日本国政府の責任であり、自動車メーカー側に落ち度は無い[28]」と指摘している。
- 中野剛志は「若者の自動車離れがよく話題となるが、それは若者が内向きになって車で遠出しなくなったというより、（寧ろ）単純にデフレでローンを組んで自動車を買うことができなくなった（信販会社が非正規労働者に融資しなくなった）だけである」と指摘している[29]。

### 趣味の多様化
車以外の物への関心、スマートフォンやパソコンに見られる通信機器、ゲーム機、その他にも鉄道や航空機、オートバイ、自転車など、自動車以外の趣味が多様化したことも要因の1つとして挙げられている。

### 環境に対する意識
経済学者の高橋洋一は「若者の気質の変化によって車離れが起きているとされているが、環境問題に対する意識が高まっており、若者は特に反応している」と指摘している。
また、日本財団による調査では、若者が購入したい車が25.3%と電気自動車がトップとなったが、車を利用しないという層が31.8%それを上回る結果となり、更に温室効果ガス削減に向けて期待する取り組みでは公共交通の再エネ導入がトップを占めるなど若者が車より公共交通に関心を寄せる傾向が伺わせた。

## 影響
こうした動向は自動車関連の産業や業界に多大な影響を及ぼしている。特に若年層をターゲットとした自動車および関連商品の売れ行きが急激に落ち込み、各社の経営に影響を与えている。
また、ガソリン価格の高騰も事態に拍車をかけている。2007年後半辺りから投機マネーの流入により原油高騰が顕著になり、ガソリン価格はレギュラーですら一時1リッターあたり200円に迫る（ハイオクに至っては200円を越えることさえあった）ほどまで高額化した（2008年8月頃）。これにより維持費がさらにかさみ、若者のみならず幅広い世代で全国的な車離れを及ぼし、2008年前半は一部の軽自動車を除き自動車保有台数が減少し続けることになった。
この流れは自動車用アフターパーツ（マフラーなど）業界においても深刻な影響を及ぼし、2008年9月10日には自動車用チューニングパーツ製造販売大手のトラストが経営不振に陥り、民事再生法適用申請をするにまで至った。損害保険会社においても、この影響で自動車保険料収入が悪化。従来から若者やスポーツカーによる加入の場合「危険率（事故率）が高い = 事故を起こしやすい」という理由で保険料が高額に設定されており、維持費を高める要因の1つになっている。
なお、若者と限定した現象に留まらず「このままでは若者の車離れだけではなく、熟年の車離れも進む」とリスク・ヘッジ代表の田中辰巳は述べている。すでに郊外の大型店（ロードサイド店舗）の売上にも悪影響を及ぼし始めており、小売業界では出店戦略を転換し、店舗を小型化して中心市街地へと回帰する動きもある。
また、完全な車社会である沖縄県の旅行を敬遠する動きも主に若い世代に広がっている。
一方で、暴走族や違法改造、ストリートレーサーが激減するなど、道路上の迷惑行為も減少している。

## 購入対象車種の変化と自動車メーカーの責任
2009年10月19日の毎日jpのコラムにて、トヨタ自動車幹部による、「リアルな自動車ゲームがあれば車は要らなくなる」という主旨のコメントが掲載された。
しかしその一方、悪いのはエコや機能性に腐心して魅力あるクルマを作ってこなかった自動車メーカーおよびその製品ラインナップであると指摘する向きもある。
- 「今の車には魅力がない」とする指摘
  - ガリバー自動車研究所所長は「（確実に）売れるミニバンや軽自動車ばかり（さらに2010年代以降はハイブリッドカーや一部のアイドリングストップ機構を装備したエコカーも）作り、スポーツカーなどの魅力的な車を作らなくなったメーカー側に問題がある」と述べている[39]。
  - 自動車評論家の島下泰久も「行き過ぎたエコ偏重の商品作りが、車本来の楽しさをドライバーから奪い、結果として車離れを加速させている」と指摘している[40]。
  - また同じく自動車評論家の徳大寺有恒は、日本車の「機械としては優秀だが、愛着を持てるか?」という疑問に触れつつ、「セクシーじゃない（つまり魅力に乏しい）クルマから、若者が離れていくのは当然のことなんだ。」と述べている[41]。
- 「車が好きになるキッカケ作りが必要」とする指摘
  - ソニー・コンピュータエンタテインメント広報は、前出のトヨタ幹部の意見に対し「車のゲームをきっかけに、実車に興味を持つ人がいると聞いている」と、否定的な態度を採った。
  - 田中辰巳は（自動車メーカーほどの力があれば）「トレンディードラマのデートシーンに、車を登場させることなども難しくない」などとし、最近のメーカーが若者がクルマに乗りたくなるような仕掛けを行っていないという点を指摘した[36]。
- 「上述のどちらも原因だ」とする指摘
  - デザイナーの根津孝太は、上記2点の両方を指摘している。彼はかつてトヨタのデザイナーも務め、更に北米市場で｢若者のトヨタ離れ｣阻止を企図したブランド「サイオン」[注釈 6]を立ち上げた人物で、「ハマる! ミニ四駆LIFE」（主婦と生活社）誌内のインタビューにおいて｢トヨタ在籍時、中高年層がカッコいいクルマに乗って若者の憧れになる必要があると言った｣という旨のコメントを残している。

しかし、自動車メーカーは排出ガス規制が厳しい上に飽和状態になった日本市場よりも需要の堅調な海外市場を重視するようになっている。特に仏ルノー傘下となった日産自動車は、日本でも好調な販売実績を示したティーダを2012年度までで日本国内販売を中止し、主要国ほど自動車排出ガス規制が厳しくないアジアやアフリカ諸国など海外の新興国向けの専用車とする戦略を採った。
なお、20世紀末までは日本国内にもスポーツカーなどの魅力的な車が多数存在したが、平成12年排出ガス規制によって多くの車種が廃止された。この影響も含め、車種だけでなく車両仕様にも変化があり、その例の一つが前輪駆動車（FF車）への偏重化である。FF車のスポーツカーで一定の成功を収めた車種（ホンダ・シビックタイプR）も存在するが、かつて後輪駆動車(FR車)で設計されていた車がモデルチェンジを機にFF車に設計変更されたり（トヨタ・カローラレビン）、FR車で売り出されていた車種が後継に当たる車種が開発されずに絶版になる（日産・シルビア）など、FR車のスポーツカーといった車としての魅力を前面に打ち出した車種は減少傾向となった。実際、経営方針の変化という面もあるが、新規販売されているものの大半がFF車であり、FR車の新車が希少化しているのも事実である。
またそもそも2000年代以降、｢スポーツカーといえばクーペ｣の図式が崩壊しつつあった。これらの片鱗を挙げるとするならばランエボ・インプWRXのようなハイエンドスポーツカーと呼んで差し支えないスポーツセダン・ホットハッチの台頭、チューニングカーにおいてマークIIやローレルなどのDセグメントセダンがベース車として台頭するなどがある。このようにパフォーマンス面でセダンやハッチバックがスポーツカーたりうるようになる一方でクーペ(特にノッチバッククーペ)に関しては同一・近似車種にセダンが存在する車種だと差別化が難しいうえ実用性に劣るという弱点がある。日本国外の事例にはなるがヒョンデ・エラントラは5代目モデルでクーペを設定したが、アメリカでも本国である韓国でもセダンとの差別化に失敗し本代限りになってしまった。その後ヒョンデのCセグメントスポーツはエラントラと派生ハッチバックのi30に設定される｢N｣が受け持っており、韓国市場ではアヴァンテN(エラントラNの韓国名)の登場によりハッチバッククーペのヴェロスターが販売終了に追い込まれた。
また、魅力の一つとして語られるマニュアルトランスミッション（MT）だが、採用車種の極端な減少（ブランディングとして走りの楽しさを強調するマツダを除くとCセグメント以上のスポーツ車以外ではほとんど選べない）が起きているのも事実だが、マシンのハイパワー化によってMT操作のほうが危険であるという見方が強くなっており、高価格帯のスポーツカーメーカーとして代表的なフェラーリ、マクラーレンなどは軒並みMTを廃止してセミオートマチックトランスミッション（セミAT）への切り替えが進んでいる。そのため、MT仕様のスポーツカーがないが故の車離れについては評価が分かれる。
一方2013年度の日本国内自動車販売は、トヨタ車の市場占有率が3割を下回った反面、輸入車が過去最高の国内販売シェアの5%を占めるなど「（上級車の）日本車離れ」も懸念される状況になっている。
また、トヨタは日本市場では車の販売が大幅に増える見込みは少ないこと、また車の利便性を高めるには公共交通機関など他の交通モードとの連携を高める必要があることから、2018年よりMobility as a Service(Maas)に力を入れ始めるなど車社会から一歩進んだ交通システムを構築しようとしている。
もっとも、1990年代以降消費者が自動車に求めるものが居住性や燃費、実用性に変わりつつあるのは世界的な流れとなっている。2000年代以降のクロスオーバーSUVの流行では、ポルシェやランボルギーニといったそれまでクーペやスポーツカーをメインとした自動車メーカーも参入するようになり、特にポルシェでは売り上げの8割がクロスオーバーSUVを占めるようになっている。フォルクスワーゲンではグループ各社で製造するハッチバックから3ドア車を廃止しているほか、クライスラーやフォードは2018年にそれぞれ北米においてセダンの販売から撤退するなどの動きが見られる。このため、車離れをメーカーに責任転嫁する論調もおかしいという指摘もある。

## 日本以外の事例
日本に限らず、多くの先進国では若者の車離れ現象が見られる。

### アメリカ合衆国
日本以上の市場規模を誇る自動車大国アメリカにおいても、新車購入者における18歳から34歳の年齢層の割合が過去5年間で30%落ち込むなど、若年層の車離れが報じられている。要因として日本同様、不況の影響のほかに、カーシェアリングなどの普及で高い保険料を払ってまで自家用車を保有する意義が薄れたことに加え、インターネット（SNS）の普及で車で外出しなくても他者との交流・コミュニケーションが可能となったことも若者の意識の変化に影響を与えていると言われる。連邦高速道路局（FHWA）の統計によると、運転免許保有者に占める30歳未満の者の割合は2004年の22%から2014年には21%へと若干低下した。

### 欧州
欧州でも、若年層の車離れが報じられている。ドイツ、イタリアなど欧州各国で若者の車離れが見られる。
都市部では渋滞が多く、それゆえに大気汚染に対する意識が高いこと、若者が都会志向で自動車を持たなくてもライフスタイルに影響が無いこと、以前ほど経済的優位性がないため自動車を持つ余裕がないことなど、その理由は日本のそれと大きく変わらない。加えてイタリアでは安全のため若者の乗れる自動車に制限（免許取得後1年間は95馬力を超える自動車を運転できない）も課されているが、これは車を簡単に買い換えられるほどの余裕のない若者にとっては憧れの車に乗りにくく、購買意欲を削いでいるとも見られている。
F1グランプリの視聴者もかつてに比べると大きく減少傾向にあり、ドイツでは2010年に比べ2021年はわずか1/8にまで落ち込んだ。伝統のフランスグランプリは2008～2017年に開催されず、ドイツグランプリも開催されない年が現れ始めている。